# Лакированные изделия Айдзу
Лакированные изделия Айдзу (яп. 会津塗 Айдзу-нури) — изделия, покрытые японским лаком уруси, изготавливаемые в городе Айдзувакамацу префектуры Фукусима. Техника лакирования Айдзу относится к официально признанным искусствам Японии, которые охраняются государством.

## Краткие сведения
Первые лакированные изделия в области Айдзу начали изготавливаться со второй половины 16 века при правлении рода Асина. В 1590 году новый правитель, христианин Гамо Удзисато привёз со своей родины, провинции Оми, мастеров по дереву и лакировщиков, которые заложили основы местного ремесла лакирования деревянных изделий.
В течение периода Эдо (1603—1867), власти Айдзу всячески способствовали развитию этого ремесла, сделав лакированные изделия своим оригинальным товаром, который экспортировался в тогдашний административно-политический центр — Эдо и за границу — в Голландию.
Начиная с середины 17 века лакировочная техника Айдзу была объединена с декоративной росписью маки-э: на деревянных изделиях неглубоко вырезался узор, пазы которого заполнялись золотой или серебряной пудрой, а затем покрывались лаком уруси.
Среди лакированных изделий Айдзу преобладают вещи повседневного обихода, изготовленные из дерева — подносы, тарелки, чашки.
По данным на 2004 год на территории Японии действует 336 предприятий, которые продолжают традиции лакировки Айдзу. В них занято около 1700 человек.